# デヤン・リュビチッチ
デヤン・リュビチッチ（Dejan Ljubicic, 1997年10月8日 - ）は、オーストリア・ウィーン出身のサッカー選手。NKディナモ・ザグレブ所属。ポジションはMF。
AEKアテネに所属するロベルト・リュビチッチは弟である。

## クラブ経歴
2006年に地元のSKラピード・ウィーンのユースアカデミーに入所。2015年にチームIIに昇格し、2年間プレー。2017-18シーズンにトップチームに昇格。同シーズンはシーズン前半をSCウィーナー・ノイシュタットでプレーし、2018年1月に正式にトップチームのロースターに登録。同シーズンは28試合3ゴールを記録し、主力選手に定着。評価を高めたリュビチッチにドイツ・ブンデスリーガのチームが、リュビチッチの獲得を目指していると報じられ、2020年7月にはアイントラハト・フランクフルトが、長谷部誠の後継者としてリュビチッチの獲得を検討していたと報じられた。
2021年4月26日、1.FCケルンと4年契約を締結し、同年7月より加入することが発表された。
2025年6月17日、ディナモ・ザグレブへ移籍。

## 代表歴
2017年から2年間、U-21のオーストリア代表でプレーし、2019年にはUEFA U-21欧州選手権2019に出場。2021年9月にフル代表初招集。10月9日の2022 FIFAワールドカップ・ヨーロッパ予選のフェロー諸島戦で代表初出場。11月15日の同じくワールドカップ予選のモルドバ戦で代表初ゴールを決めた。

## 人物
- 両親は現在のボスニア・ヘルツェゴビナにルーツを持つクロアチア人で、リュビチッチはオーストリアとボスニア・ヘルツェゴビナ、クロアチアの3カ国の国籍を所有している。